# Trooz
Trooz (wallonisch Li Trô) ist eine frankophone belgische Gemeinde in der Region Wallonien im Großraum Lüttich. Sie liegt im Arrondissement Lüttich in der Provinz Lüttich.

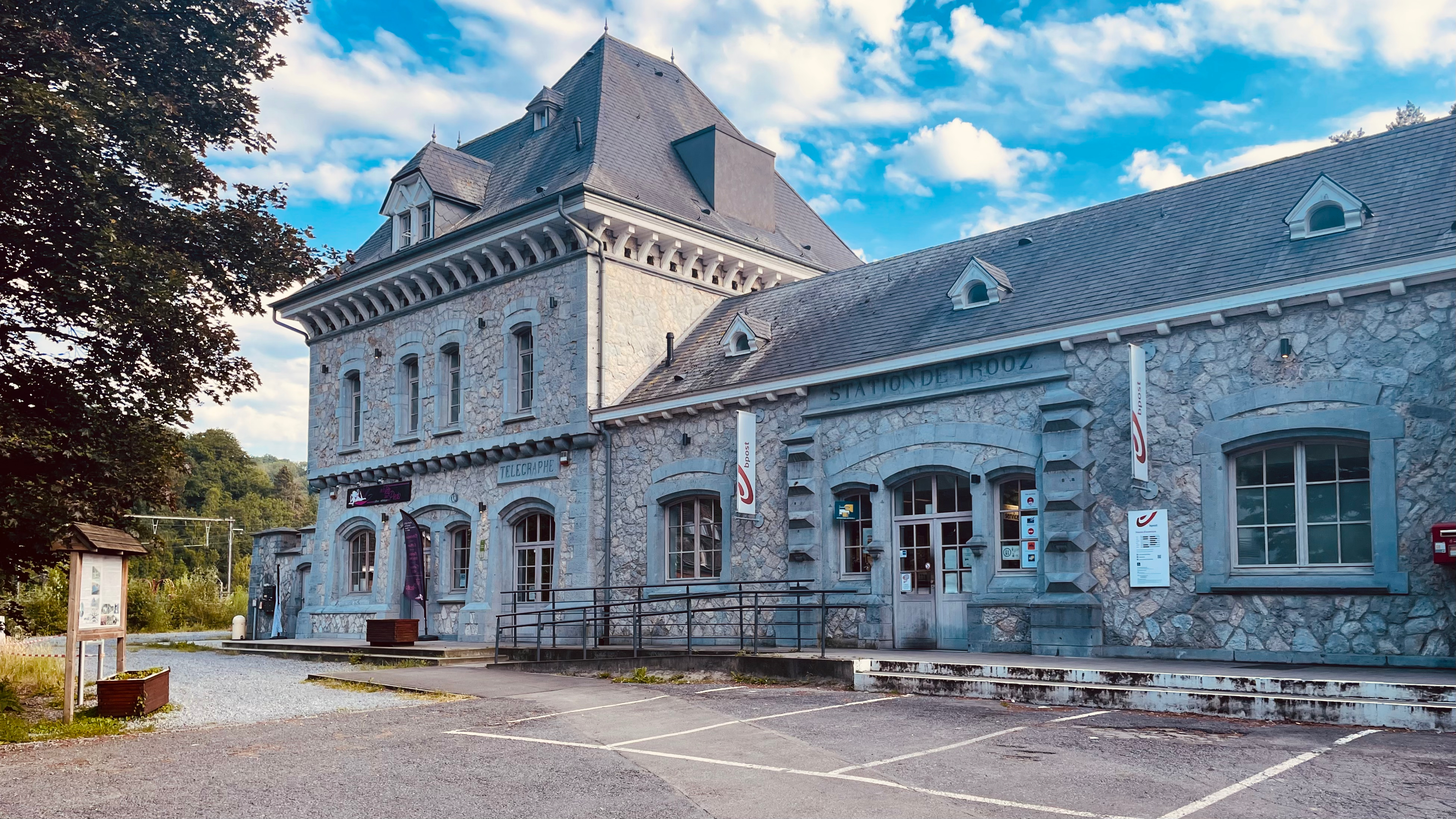
Haltepunkt Trooz (2022)

Der von der Schwerindustrie geprägte Ort liegt im Tal der Vesdre 10 Kilometer südöstlich von Lüttich. Verviers liegt 12 km ostnordöstlich, die niederländische Stadt Maastricht 30 km nördlich, Aachen 36 km nordöstlich und die belgische Hauptstadt Brüssel 96 km nordwestlich (alle Angaben in Luftlinie bis zum Stadtzentrum).
Etwa 4 km südwestlich befindet sich der nächste Autobahnanschluss Beaufays an der A26/E 25, weitere befinden sich bei Lüttich, Herve (an der A3/E 40) und Verviers (an der A27/E 42).
Trooz hat einen Haltepunkt an der Bahnstrecke Aachen–Lüttich, hier halten Züge der S-Bahn Lüttich.
Der nächste Regionalflughafen liegt nahe der Stadt Lüttich, bei Brüssel befindet sich ein internationaler Flughafen.
Trooz ist der Geburtsort des Cellisten und Komponisten Emile Mawet (1884–1967).